# 安堂站
安堂站（日语：／ Ando eki */?）是位於大阪府柏原市安堂町，近畿日本鐵道（近鐵）的大阪線車站。車站編號為「D17」。

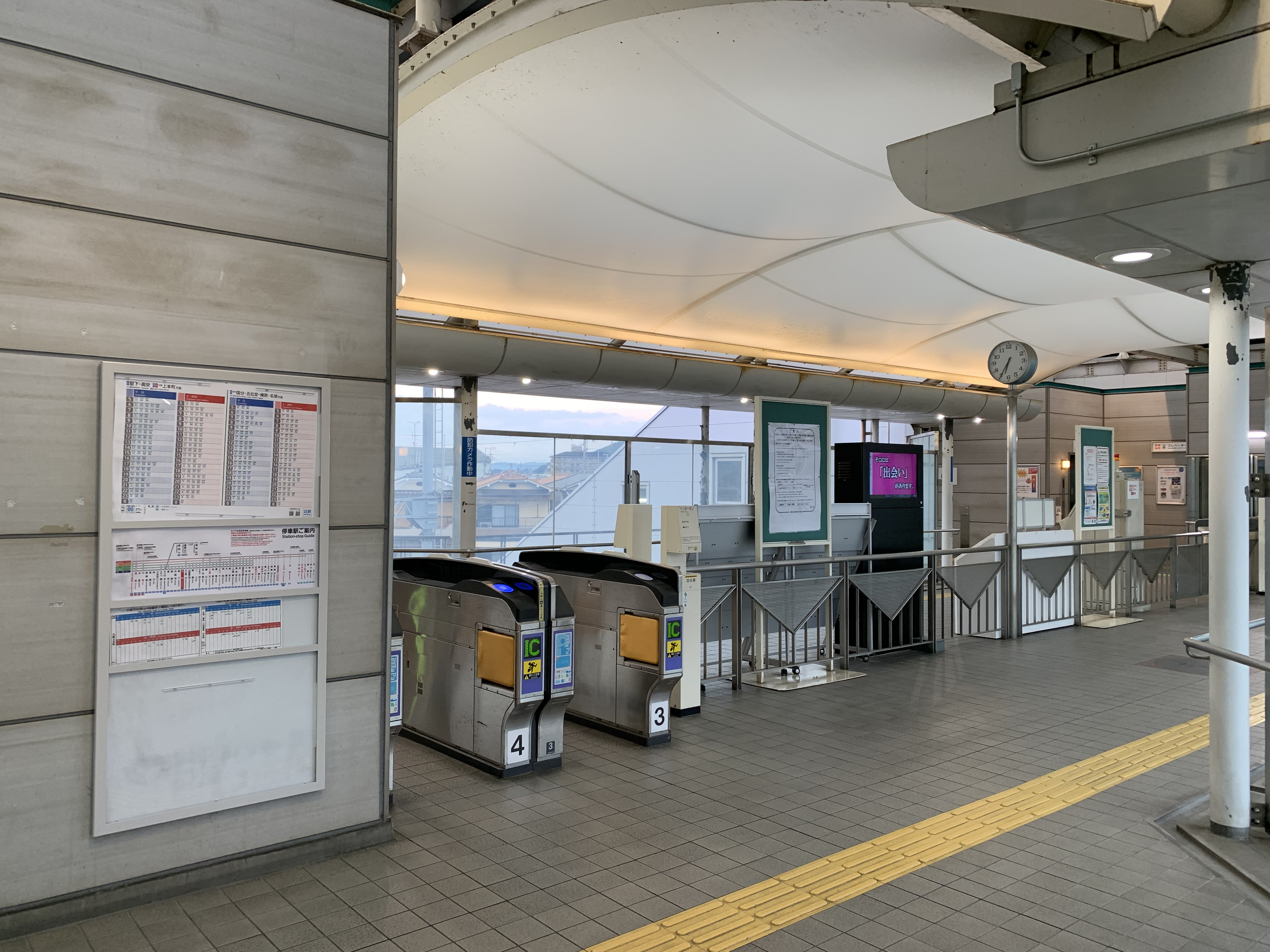
檢票口(2023年6月)

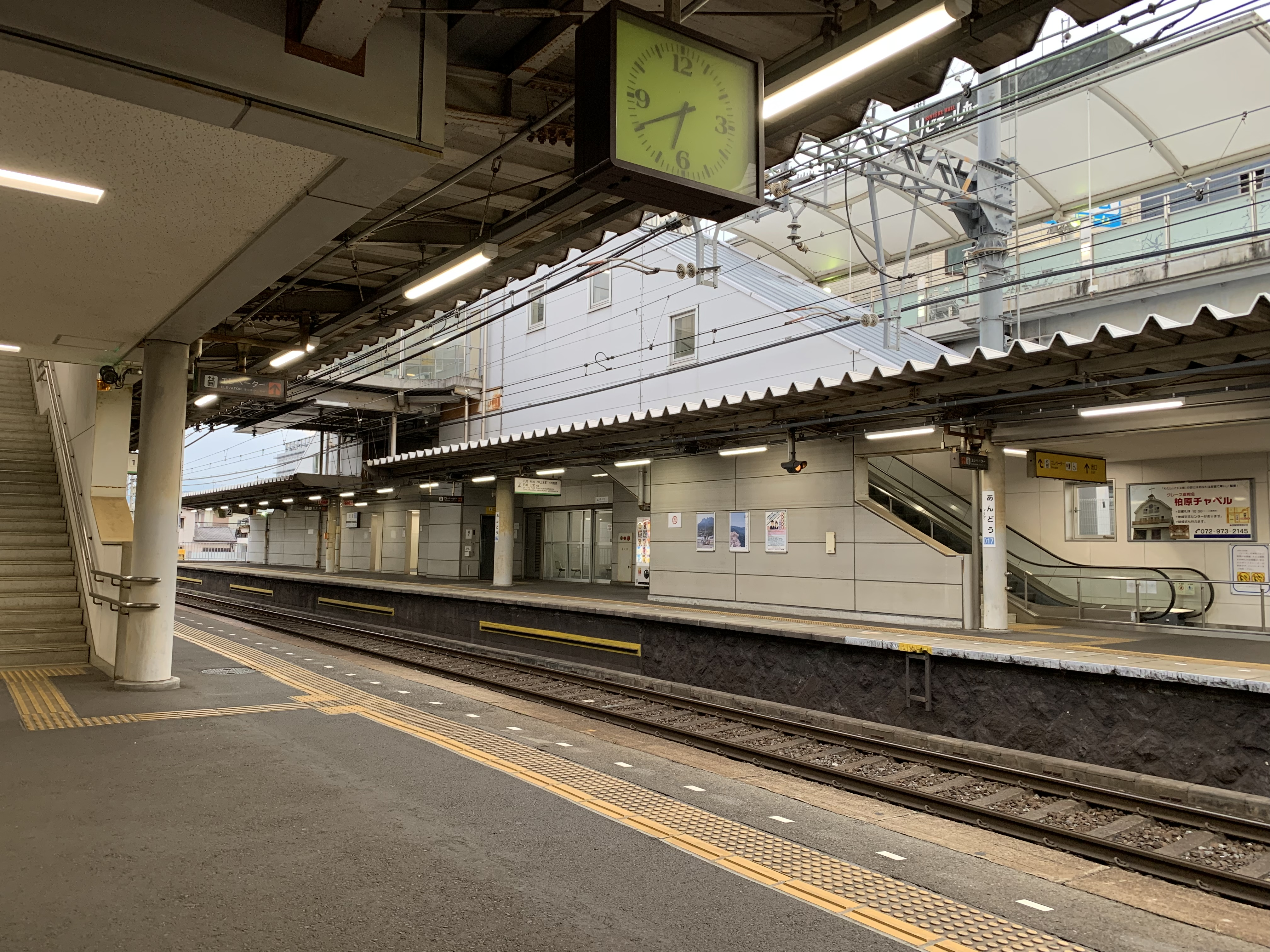
月台(2023年6月)

## 歷史
- 1927年（昭和2年）7月1日 - 大阪電氣軌道八木線恩智站至高田站（現時為大和高田站）之間開通，此站啟用[1]。
- 1941年（昭和16年）3月15日 - 大阪電氣軌道與参宮急行電鐵合併，關西急行鐵道成立[1]。
- 1944年（昭和19年）6月1日 - 關西急行鐵道與南海鐵道（為南海電氣鐵道的前身）合併，成為近畿日本鐵道的車站[1]。
- 1999年（平成11年）12月16日 - 跨站式站房開始使用。
- 2007年（平成19年）4月1日 - 車站可以使用PiTaPa[2]。
- 2012年（平成24年）3月20日 - 成為區間準急停靠站。

此外，在1932年（昭和7年）1月龜之瀨隧道倒塌，使國有鐵道關西本線柏原至王寺之間暫停服務。隨後在同年6月至12月之間，於柏原站以南900米的關西本線路線上加設柏原臨時乘車場，同時在下田站（現時為近鐵下田站）連接和歌山線，並使用大軌線用作關西本線臨時運輸安排。

## 車站構造
車站為地面車站，設有2面2線的相對式月台和跨站式站房。此站只有一處閘口。月台可容納6卡車廂。
在1999年（平成11年）12月，跨站式站房落成啟用，並加設西南、東南和西北三個出口。在跨站式站房建成前，車站大堂位於上行線月台近大和八木一方，並設有閘內平交道連接下行線月台。
此站是由近鐵八尾站管理的有人車站。設有可使用PiTaPa、ICOCA的自動閘機和自動補票機（可支援回數卡及IC卡，以及IC卡增值功能）。

### 月台
| 月台 | 路線   | 上下行 | 方向                                                 |
| ---- | ------ | ------ | ---------------------------------------------------- |
| 1    | 大阪線 | 下行   | 河內國分、大和八木、伊勢志摩、名古屋方向             |
| 2    | 大阪線 | 上行   | 八尾、布施、大阪上本町、大阪難波、尼崎、神戶三宮方向 |

## 使用狀況
以下為近年度指定日期調查上下車人次列表。
- 2018年11月13日：2,387人
- 2015年11月10日：2,217人
- 2012年11月13日：2,294人
- 2010年11月9日：2,197人
- 2008年11月18日：2,408人
- 2005年11月8日：2,279人

## 車站周邊
- 柏原市政廳
- 柏原市民會館
- 柏原上市郵局
- 柏原市立堅下南小學（日语：柏原市立堅下南小学校）
- 柏原市立堅下南中學（日语：柏原市立堅下南中学校）
- 柏原南口站 - 近鐵道明寺線
- 石神社（日语：石神社 (柏原市)）
- Seven Two Seven（日语：セブンツーセブン）工廠
- 早川纖維工業（日语：早川繊維工業）總部

## 巴士路線
在車站西南邊約300米處，設有柏原市市內循環巴士「閃光號」的「市政廳前」巴士站。可免費乘搭，只限平日運行。

## 相鄰車站
近畿日本鐵道
 大阪線
■快速急行、■急行、■準急
通過
（在柏原市民綜合節舉行期間，部分準急會臨時停靠）
■區間準急、■普通
法善寺（D15）－堅下（D16）－安堂（D17）

## 註腳
1. 1 2 3  曾根悟（監修）. . 朝日百科週刊. 2號 近畿日本鐵道 1. 朝日新聞出版. 2010-08-22: 18–23. ISBN 978-4-02-340132-7 （日语）.
2. ↑   (pdf) (新闻稿). 近畿日本鐵道. 2007-01-30  [2016-03-09]. （原始内容存档 (PDF)于2016-08-07） （日语）.
3. ↑  駅別乗降人員 大阪線 （页面存档备份，存于）（日語） - 近畿日本鐵道

## 外部連結
- 安堂 - 近畿日本鐵道（日語）